# Castro de Pico do Castro
Coto del Castro o Castro del Salto, es un castro de cumbre fortificada del municipio de Cabanas.
Tiene forma ovalada. Con un eje mayor de N-S de unos 90 metros y 60 m en el eje E-O, con dobles defensas completas de unos 5 metros de alto. El antecastro se sitúa al NE de unos 60 metros de ancho y un 30 m de largo donde se sitúa el acceso al castro. El castro tiene vistas a la ría de Ares.

## Etimología
En la documentación del Tombo de Caaveiro se registra cómo Castrum Carivio/Carivi/Carive. Este según substantivo, de probable origen britónico (*kar 'fuerte' + hivin 'teixo'), fue suprimiendose en la Edad Media en favor del genérico latino. Así, la denominación popular actual es El Castro o Coto del Castro.